# Саланген
Саланген (норв. Salangen) — коммуна в губернии Тромс в Норвегии. Административный центр коммуны — город Шёвеган. Официальный язык коммуны — нейтральный. Население коммуны на 2007 год составляло 2169 чел. Площадь коммуны Саланген — 457,89 км², код-идентификатор — 1923.

## История населения коммуны
Население коммуны за последние 60 лет.

Статистика коммуны Саланген